# 發電對環境的影響

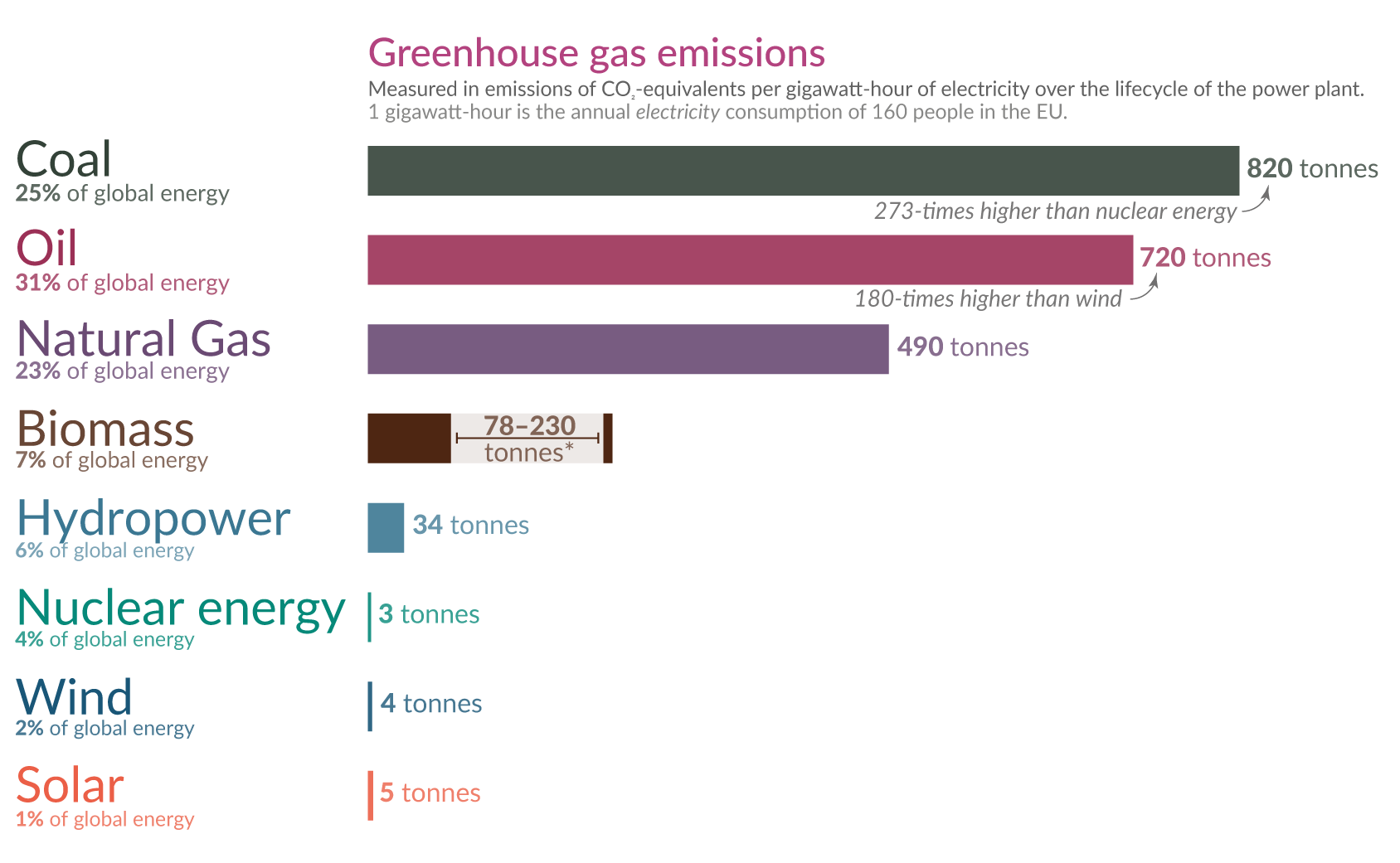
不同能源所產生的溫室氣體排放。

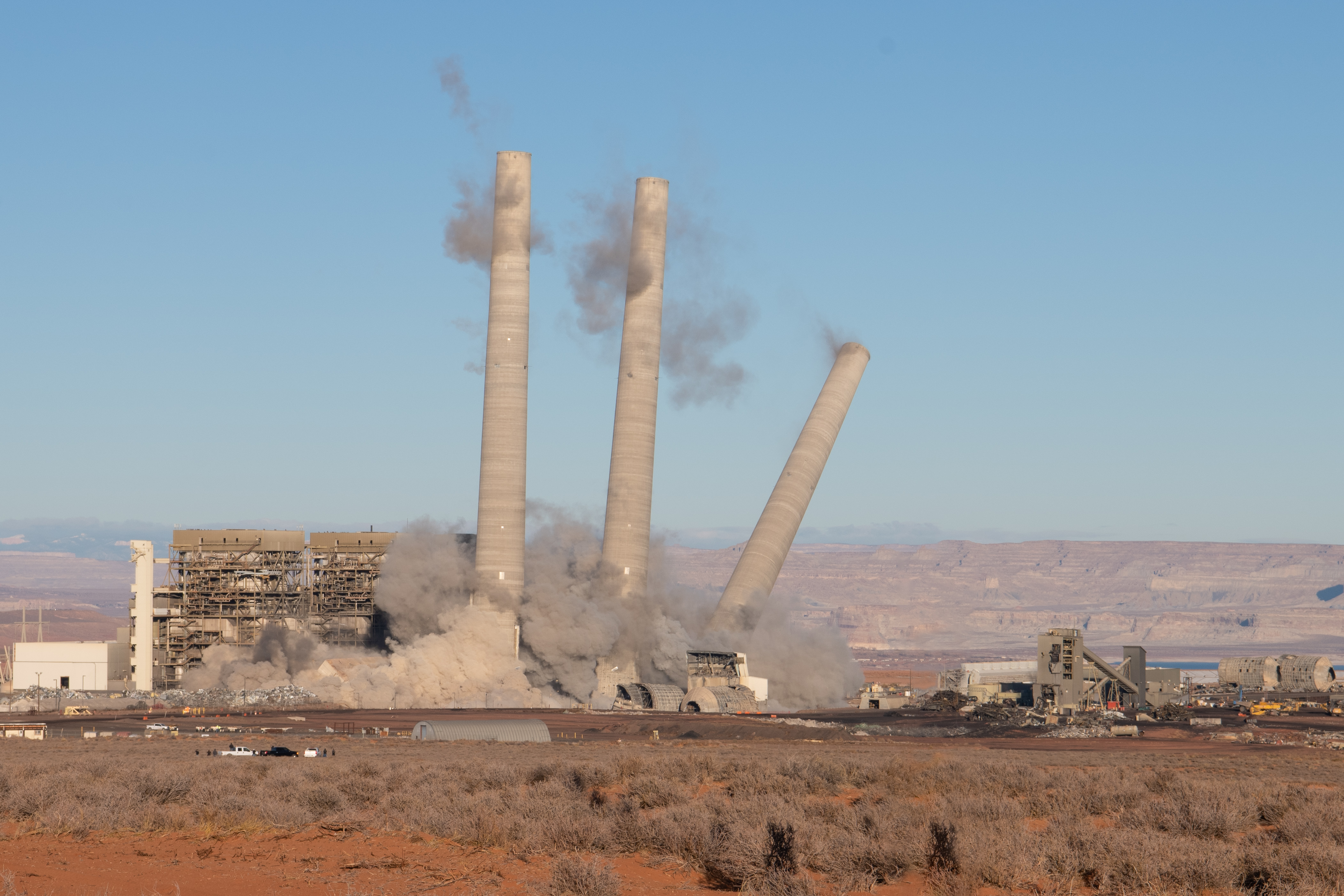
燃煤發電廠因排污嚴重而遭到逐步淘汰，如此座正被拆解中的美國亞利桑那州納瓦霍發電廠。

電力系統由使用不同能源的發電廠、輸電網路和配電系統共同組成。這些組件中的任一個都可能在其開發和使用的不同階段中產生環境影響，例如於建造、在發電以及在設施退役而需處置的過程中。而影響可分為營運方面的影響（燃料取得、分銷及使用）和相關施工方面的影響（製造、安裝、退役和處置）。所有形式的發電都會對環境產生某種影響，但燃煤發電廠產生的最為嚴重。

## 溫室氣體排放
本節摘自能源生命週期中溫室氣體排放。
溫室氣體排放是發電對環境產生的影響之一。衡量能源生命週期中溫室氣體排放涉及利用生命週期評估來計算不同能源的全球暖化潛勢（GWP）。這些估算通常僅包含發電部分，但有時也會把供熱列入。研究結果以能源產生每單位電能的GWP為單位。量表使用的GWP單位為二氧化碳當量 (CO2e) 和電能單位千瓦時 (kWh)。此類評估的目標是把所有過程的生命週期，從材料和燃料從開採到施工、營運和廢棄物管理均列入考慮。
聯合國政府間氣候變化專門委員會（IPCC）於2014年將全球主要發電來源的二氧化碳當量調查結果整合 - 透過分析數百篇評估不同能源獨立科學論文的結果來達成。煤炭所產生是迄今最嚴重的，其次是天然氣，而太陽能、風能和核能屬於低碳。經由水力、燃燒生物質、地熱能和潮汐能來發電，通常屬於低碳，但設計不當或其他因素可能會導致個別發電廠的排放量更高。
對於各項技術，效率上的改進以及自本文發布以來二氧化碳當量的減少部分並未列入考慮。例如風力發電的總生命週期排放量可能已有減少。同樣的，本文顯示的是第二代反應爐產生的二氧化碳當量，而非第三代反應爐的。其他數據不足處有：a）缺乏某些生命週期階段的數據，b）不確定在何處將能源的GWP分界點劃分。後者對於評估現實世界中存在各式能源組成的聯合電網非常重要，簡單的評估個別能源的既定做法可能無法達到目的。

## 用水
發電中的用水也是對環境造成的主要影響之一。所有火力發電廠（使用煤炭、天然氣、核能、地熱能和生質能）都使用水作為冷卻液來驅動熱力循環，而將熱能轉為電力。太陽能光電模組利用水來清潔面板，而水力發電中水庫儲存的水會被蒸發及滲漏。隨著人口增加和乾旱頻率升高成為人們所關注的問題，往往發電系統所用到的水量會受到高度關注。此外，水資源發生變化也會影響到發電的可靠性。
發電用水涵蓋取水和消耗兩部分。美國地質調查局（USGS）對兩者的定義 - "取水"指的是從地下移走或從水源轉移使用的水量，而"消耗"指的是蒸發、蒸發散、變為產品或農作物的成分，或以其他方式直接從水環境移除。取水和消耗都是重要環境影響，需要評估。
不同電源所耗用的淡水量，一般數據如下所示。
|                | 耗用水量 (加侖/兆瓦時（gal/MW-h)）     | 耗用水量 (加侖/兆瓦時（gal/MW-h)） | 耗用水量 (加侖/兆瓦時（gal/MW-h)） |
| 能源           | 低耗案例                               | 中耗/平均案例                      | 高耗案例                           |
| -------------- | -------------------------------------- | ---------------------------------- | ---------------------------------- |
| 100 (直流冷卻) | 270 （直流冷卻）, 650 (冷卻塔及冷卻池) | 845 (冷卻塔)                       |                                    |
| 煤炭           | 58                                     | 500                                | 1,100 (冷卻塔，通用燃燒)           |
| 天然氣         | 100 (蒸氣單循環)                       | 800 (蒸氣循環，冷卻塔)             | 1,170 (附冷卻塔的蒸汽循環)         |
| 水力發電       | 1,430                                  | 4,491                              | 18,000                             |
| 太陽熱能       | 53 (氣冷式)                            | 800                                | 1,060 (Trough)                     |
| 地熱能         | 1,800                                  |                                    | 4,000                              |
| 生物質         | 300                                    |                                    | 480                                |
| 太陽能光電     | 0                                      | 26                                 | 33                                 |
| 風能           | 0                                      | 0                                  | 1                                  |

蒸汽循環發電（核能、煤碳、天然氣及太陽熱能）需用大量的水來冷卻冷凝器中的熱量。鍋爐的溫度越高，相對電力輸出所需水量將會減少。燃煤和燃氣鍋爐可產生高溫蒸氣，因此效率更高，相對需要更少的冷卻水。核能發電鍋爐的蒸汽溫度受到建造材料限制，而太陽熱能則受到能源集中度的限制。
靠近海洋的熱循環發電常使用海水冷卻，而不設置冷卻塔，因為排放熱量對海水溫度的影響很小，由其造成的環境問題要小得多，而不用消耗可用於別處的淡水。例如日本核能發電廠都位於海岸，根本沒用到冷卻塔。如果使用乾式（氣冷式）冷卻系統，則不需使用大量的地下水。還有其他更新穎的冷卻解決方案，例如位於美國亞利桑那州的帕洛維德核電廠使用污水冷卻。
水力發電會耗用水的主要原因是由於水庫的水會蒸發及滲入地下水位。
雖然用水仍是發電的主要需求，但自2015年起，用水量已逐漸減少。全球熱電廠於2015年的總取水量略高於60兆加侖，但到2020年已下降至略低於50兆加侖。主要是增加再生能源發電的結果。
80%的用水量降低歸因於增加使用天然氣和再生能源發電。另外20%的用水量降低來自捨棄一次冷卻系統，改而採用封閉迴路再循環和混合冷卻系統。一次性冷卻系統將水使用一次後即釋放。而封閉迴路再循環方式可重複使用，因此取水量會低很多。

## 化石燃料
今日大多數電力是透過燃燒化石燃料，產生蒸汽以驅動蒸汽渦輪發動機，再帶動發電機來達到目的。
而燃燒化石燃料會產生大量的溫室氣體。化石燃料是重要的碳庫，藏在地底。將之開採，提煉，然後燃燒，把其中的碳轉化為二氧化碳，釋放進入大氣中。估計世界電力產業每年的二氧化碳排放量為100億噸。導致大氣中的二氧化碳濃度增加，增強溫室效應，進而導致全球暖化。

### 燃煤發電
燃燒化石燃料和採用的燃燒方式，可產生各式排放物，包括臭氧、二氧化硫、二氧化氮和其他氣體，以及懸浮微粒。排放物中的二氧化硫和氮氧化物可導致煙霧和酸雨。以往工廠會建造非常高的煙囪讓污染物在大氣中稀釋。這種做法有助於減少局部污染，卻成為一個全球性問題。
化石燃料中，特別是煤炭，也含有稀釋的放射性物質，大規模燃燒會將這些物質釋放進入環境中，導致當地和全球受到低度的放射性污染，諷刺的是這種污染水準比核電廠產生的還要高（因為核電廠受到嚴格控制）。
煤炭中也含有微量的有毒重元素，如汞、砷等。由發電廠鍋爐中高溫氣化的汞會懸浮在大氣中，在世界各地循環。但隨著此類人為排放得到更好的控制，由燃煤發電廠排放汞的數量得以降低。美國發電廠於2003年的汞排放量估計約為50噸，而中國排放的則有數百噸。發電廠可安裝設備以減少此類排放。
美國的煤炭開採方式還包括露天開採（其中包含層狀開採（strip mining）、掘坑開採（open-pit mining）和移除山頂開採（Mountaintop removal mining）。尾礦裸露在外，經水分攜帶滲入當地河流，導致煤炭產區的大部分或所有河水常年呈現銹紅色，形成的硫酸將河流中的所有生物殺死。

### 天然氣發電
美國環境保護局（IEA） 表示全球燃氣發電廠於2022年的的溫室氣體排放量比前一年增加近3%，各國需要更加努力來減少排放量。
這些發電廠除排放溫室氣體外，還會排放氮氧化物，而根據報導，美國加利福尼亞州居家燃氣設備排放的氮氧化物數量更多，而通過法案預定在2030年開始禁止該州居家使用此類設備。
燃氣發電廠的效率可透過熱電聯產和與地熱共用來提高。熱力發電廠產生的廢熱可為附近的建築物供暖。

### 重油和柴油
伊朗等少數產油國的發電廠會燃燒如重油等會產生大量污染的燃料來發電。備用發電機經常使用柴油做動力來源，結果也會造成空氣污染。

## 電氣化
本節摘自電氣化#使用可持續能源進行電氣化。
利用清潔能源如再生能源或核能來發電，並將最終用途（例如交通運輸和供暖）予以電氣化，以確保世界能源供應能永續發展。最近的研究顯示在美國和加拿大，如果採用由太陽能光電設備供電的熱泵，會比農村地區燃燒丙烷供暖和城市地區的燃燒天然氣供暖更有經濟效益。 於2023進行年的一項研究針對：(1) 住宅天然氣供暖系統和使用電網電力，(2) 住宅天然氣供暖系統，採用光電提供電力，(3) 住宅熱泵供暖系統和使用電網電力，以及(4)住宅熱泵供暖系統及採用光電提供電力。四項研究結果發現在典型的通貨膨脹條件下，使用天然氣和熱泵的生命週期成本幾乎相同，這在一定程度上可解釋為何美國的熱泵銷量在一段高通膨時期內會首次超過燃氣爐銷量。隨著通貨膨脹率上升或是光電設備成本下降，採光電發電成為對抗價格上漲的手段，加上電網電力價格升高，而最終促成熱泵受到採用。研究的結論是："此類技術產生的實質內部報酬率比定期存款利率高20倍，顯示光電和熱泵技術為消費者提供相對安全的投資價值，同時又能大幅減少碳排放。"如果將儲熱裝置整合到熱泵+太陽能加熱系統中，其功效會更高。
永續生產電力比永續生產液體燃料更為容易。因此使用電動車是讓交通更趨於永續發展的一種方式。氫能載具可能是目前尚未廣泛被電氣化大型車輛中的一種選擇，例如長途運輸卡車。降低航運和航空排放所需的許多技術仍處於開發初期。
世界上很大部分人口無法負擔足夠的家庭空調費用。空調除需電氣化之外，還需例如被動式節能屋和城市規劃，以確保使用的是可持續的空調方式。而開發中國家和已開發國家中許多家庭都遭受家庭能源不安全的困擾，無法為其住處取得足夠的供暖。而現有的供暖方式往往又會造成污染。
於供暖，具有關鍵性的永續解決方案是電氣化（熱泵，或效率較低的電熱裝置）。 IEA估計目前全球僅有5%的居家取得由熱泵供暖及為水加熱，但將來可提升到90%以上。使用地源熱泵系統不僅可減少與供暖和製冷相關的年度總能源負荷，還可抵銷極端的夏季高峰電力需求而將電力需求曲線拉平。然而僅靠熱泵和電阻加熱並無法滿足工業所需，因為有些生產過程需要更高的溫度，前述設備無法達成。例如以蒸汽裂解法生產乙烯需要高達900°C的溫度，而需要全新的流程。儘管如此，電能轉熱預計將成為化學工業電氣化的第一步，預計到2025年可擴大實施規模。
美國的一些城市已開始禁止於新屋中安裝燃氣設備，有些城市則考慮設下嚴格規定。英國政府正在試驗家庭經電氣化供暖來達成其氣候目標。用於爐灶的陶瓷和感應加熱以及工業應用（例如蒸汽裂解裝置）是不再使用天然氣的技術示例。

## 核能發電
本節摘自核能發電對環境的衝擊。

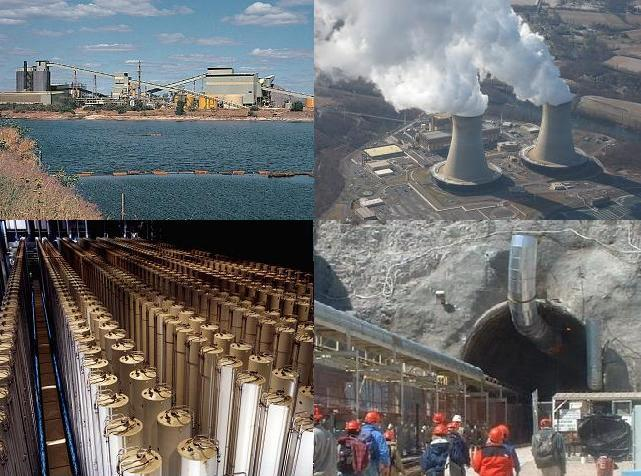
會影響環境的核能發電活動，如採礦、鈾燃料濃縮、發電以及用過核燃料的儲存。

核能發電對環境有各種正面和負面的影響，包括核電廠的建設和運作、核燃料循環以及核事故的影響。核電廠並非燃燒化石燃料來發電，不會直接排放二氧化碳。核燃料在開採、濃縮、製造和運輸過程中排放的二氧化碳遠少於產生類似能量的化石燃料，但這些工廠仍產生其他對環境有害的物質。核能和再生能源因能減少二氧化碳排放，而可降低環境成本。
核反應爐的安全性非常重要，因為一旦防護設備失效就會造成災難性的後果，核反應爐防護設備失效的主要原因之一是燃料過熱導致爐殼熔化，並向周圍環境釋放大量裂變產物。正常運作的核電廠所釋放的放射性物質比煤電廠少，煤電廠的飛灰中含有大量的釷、鈾及其衰變產物。
大型核電廠通常會將廢熱排入天然水體，導致局部水溫升高，對水域生物產生不利影響。替代方案包括有裝置冷卻水塔。由於大多數商業核電廠無法不停機添加燃料，而需定期（大約兩年一次）停機以更換用過的燃料棒，許多運營商將這種無法避免的停機時間安排在春季，當時水力發電值高峰期，而夏季電力需求大增尚未發生，以避免發電量降低而產生的困擾。
鈾礦開採會破壞礦場周圍的環境。然而採用現代原位浸出法，與傳統地下或是露天開採法相比可將此類影響降低。用過核燃料的處置存在爭議，許多擬議的長期儲存計劃都受到嚴格審查和批評。將新的或低燃耗值核燃料轉用於武器生產存在核子武器擴散的風險，但是所有核武國家都是從（非發電用途）研究用反應爐或是專用"生產用反應爐"和/或鈾濃縮生產出首批核子武器。最後，反應爐本身結構的某些部分因中子活化而變得有放射性，需要數十年的儲存時間才能使用經濟方式拆除，之後作為廢棄物處置。降低鋼材中鈷含量以減少中子捕獲而產生的鈷60數量等做法可減少放射性物質數量，及材料中的放射性毒性。然而部分的問題並不在於放射性，而在監管，大多數國家都認定源自核電廠或核燃料循環設施的"熱區"（放射區域）內的任何物體本身均有放射性，即使沒檢測到污染或中子活化誘導的放射性，也都當然地認為具有放射性。

## 再生能源
再生能源可帶來顯著的環境效益。它們可產生電力和成為燃料，而不會釋放大量二氧化碳和其他導致氣候變化的溫室氣體，與煤炭和天然氣不同。但人們發現許多生物燃料能節省的溫室氣體遠低於最初的預期。（參閱生物燃料對土地利用改變的間接影響）
太陽能和風能都因美學的角度而受到批評。然而有效，又不引人注意的部署這些設備的方法和機會仍然存在：固定式太陽能面板可兼作高速公路沿線的隔音牆，各地不乏漫長的道路、停車場和屋頂以供安裝，太陽能面板也可用作窗戶的著色玻璃。

### 水力發電
配置於水庫的水力發電用水壩，其主要優點是能夠儲存水力以供生產電力之用。這種儲藏自然能源以供發電的模式，使水力發電成為目前再生能源中佔比最高的。其他優點包括比燃料發電有更長的使用壽命、較低的營運成本以及提供水上休閒活動場所。一些水壩也作為抽水蓄能電站運行，以平衡於不同時段內的電力供需。整體而言，水力發電比燃燒化石燃料或核能發電便宜，且於水力發電資源豐富的地區也可吸引工業進駐。
然而除上述優點之外，建造大型水庫水壩也存在一些缺點，包括：居住在規劃為水庫預定地的居民必須搬遷、水庫建設和集水時會釋放大量二氧化碳、水域生態系統和鳥類生命受到破壞、河流環境受到不利影響，以及在極少數情況下壩體發生災難性崩塌事件。
建造水力發電用水壩的其他缺點有需建造運送材料道路，而連帶破壞陸地生態系統。此外，除二氧化碳排放增加外，甲烷排放也會增加。這是由於修建水壩後蓄水所造成，原有植被淹沒在水下，腐爛時會釋放出甲烷氣體。另外就是建造水壩需發生大量的前期成本和需漫長的建造時間。
有些水壩只用於發電，但在許多地方是用來形成大型水庫以防洪和/或用於灌溉，設置水力發電功能是攤銷建造水庫成本的常見方式，水庫的防洪功能可保護生命/財產，灌溉功能則能支持農業發展。
有兩種對環境影響較小的發電方式 - 小型水力發電和川流式發電，但會由於無大型儲水供應，而只能季節性的發電。

#### 潮汐
本節摘自潮汐能#環境問題。
潮汐能發電會影響海洋生物。渦輪機的旋轉葉片可能會意外殺死經過的海洋生物。位於北愛爾蘭斯特蘭福德的商用潮汐發電項目SeaGen設有一安全機制，當海洋動物接近時，渦輪機會被關閉。然而由於通過的海洋生物數量較多時，會嚴重影響到發電量。當一些魚群受到不斷旋轉或發出噪音物體的騷擾後，會選擇避開該區域。潮汐能發電機選址時會盡量避開擁有大量海洋生物的區域。
有個名為特提斯的資料庫提供有關潮汐能潛在環境影響的科學文獻和一般資訊。就GWP（即碳足跡）而言，潮汐發電技術的影響範圍為15至37克二氧化碳當量/千瓦時，中位數為23.8克二氧化碳當量/千瓦時，與風能和太陽能等再生能源的影響一致，明顯優於化石能源。

### 生物質
電力可透過燃燒任何可燃物質來生產。有些電力是透過燃燒專門為此目的而種植的農作物而來。通常先利用發酵方式，生產乙醇成為燃料來達成。也可透過讓有機物腐爛，產生生物燃氣，再將之燃燒來達成。木材也可作為一種生物質燃料。
燃燒生物質產生的許多排放與燃燒化石燃料相同。然而種植植物，於生長生物質時可從空氣中捕獲二氧化碳，而抵銷燃燒時的排放。
生產生物質與任何類型的農業一樣會造成同樣的環境問題 - 佔用大量土地，且通常需要使用化肥和殺蟲劑才能實現有經濟效率的收穫。而以農業副產品出現的生物質則有一些前景，但大多數此類生物質目前已有用途，或僅單純的重新混入土壤作肥料施用。

### 風力發電

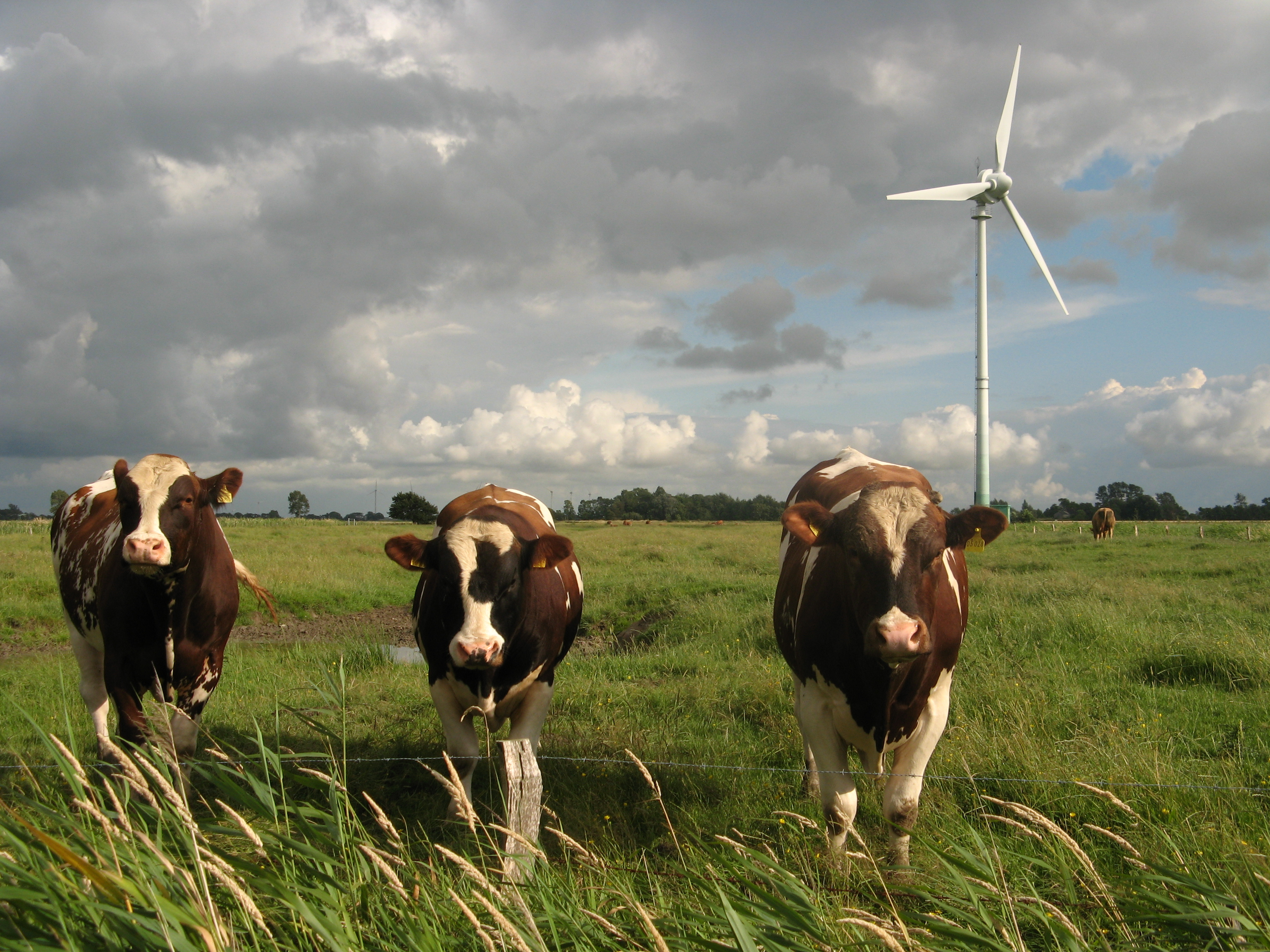
在一座風力發動機旁放牧的牛隻。

本節摘自風力發電對環境的影響。
風力發電與燃燒化石燃料發電相比，對環境的影響較小。風力發電機每單位發電量產生的GWP最低：平均電力單位所排放的溫室氣體極低，因此風力發電有助於緩解氣候變化。風力發電設施於幾個月內的發電量即足以應付用於製造和運輸風力發電廠材料所需的能源。
陸上風力發電廠會對景觀產生顯著的視覺衝擊和影響。風電廠因表面功率密度低和風機之間需要一定的距離，通常會比其他發電方式用到更多的土地。此類風機、通路、輸電線路和變電站構成的網路會導致稱為"風電設施蔓延（energy sprawl）"的現象（與都市蔓延比擬），其實風機和道路之間的土地仍然可以用於農業活動。
尤其在風景優美和具有重要文化意義的景觀中更會將這種衝突凸顯。可透過選址限制（例如將廠地退縮）而將影響限制。風機和通路之間的土地仍可用於耕種和放牧。風力發電廠會導致"農村工業化"的結果。一些風電廠計畫因可能會破壞風景名勝區、考古景觀和遺產地而遭到反對。蘇格蘭登山者協會發表的報告，結論是風電廠會損害以自然景觀和全景知名地區的旅遊業。
陸上風電廠對野生動物的最大威脅是會造成棲息地喪失和破碎化，但迄今影響尚小，如果實施適當的監測和緩解策略，可將影響減輕。此種發電方式對全球生態影響甚小。風機的葉片與其他人造結構一樣會殺死包括稀有物種在內數以千計的鳥類和蝙蝠，但實際上風機造成的鳥類死亡數目遠少於化石燃料基礎設施的。透過適當的野生動物監測可將這種情況減輕。
許多風機葉片由玻璃纖維製成，有些葉片的使用壽命只有10到20年。之前的舊葉片未作適當的回收，通常被丟棄在垃圾掩埋場。由於葉片是中空的，所佔的體積很大。一些垃圾掩埋場業者自2019年起開始要求葉片在掩埋前須先粉碎。2020年代製造的葉片更有可能被設計為可完全回收。
風機在運作中也會產生噪音。在300公尺（980英尺）的距離外，約有45分貝，比冰箱的聲音稍大。在1.5公里（1英里）距離外，則不會聽到。有傳聞稱風機會對居住在附近的人們產生健康上負面的影響。通常由同儕審查的研究報告並不支持這些觀點。建造海上固定式風電廠的打樁機運作時會產生水下噪音，但離岸風機運轉時會比船舶安靜得多。

### 地熱能
地熱能可用來發電。地熱產生的熱水可用於工業、農業、沐浴和清潔。在可利用地下蒸汽源的地方，可用來驅動蒸汽渦輪機。由於地下水會枯竭，地熱蒸汽源的壽命有其限度。在與人類相關的時間尺度上，透過將地表水於岩層間循以產生熱水或蒸氣的裝置是一種再生能源。
雖然地熱能發電廠不燃燒任何燃料，但由於地熱井同時會產生蒸汽以外的物質，仍然會有溫室氣體排放。可能包括硫化氫和二氧化碳。一些地熱蒸汽源夾帶不溶於水的礦物質，在用於發電之前必須去除，這類礦物質必須妥善處置。任何（封閉式循環）蒸汽發電廠都需要水以冷卻冷凝器，然後冷卻水被排入天然水源，當這些水返回溪流或湖泊時會將水體溫度升高，可能會對當地生態系產生顯著影響。
抽取地下水和岩層加速冷卻有造成地震的可能。增強型地熱系統（EGS）以破壞地下岩石而能產生更多蒸氣，此類項目可能會引發地震。由於獲取地熱能而引起令人反感的地震活動，某些項目（例如2006年於瑞士巴塞爾附近的一個項目）已被暫停或是取消。然而"水力壓裂引發的地震規模較自然產生的為低，可通過仔細管理和監測來減少發生"，並且"不應視為進一步開發地熱能源的障礙"。

### 太陽能
本節摘自太陽能發電#環境影響。

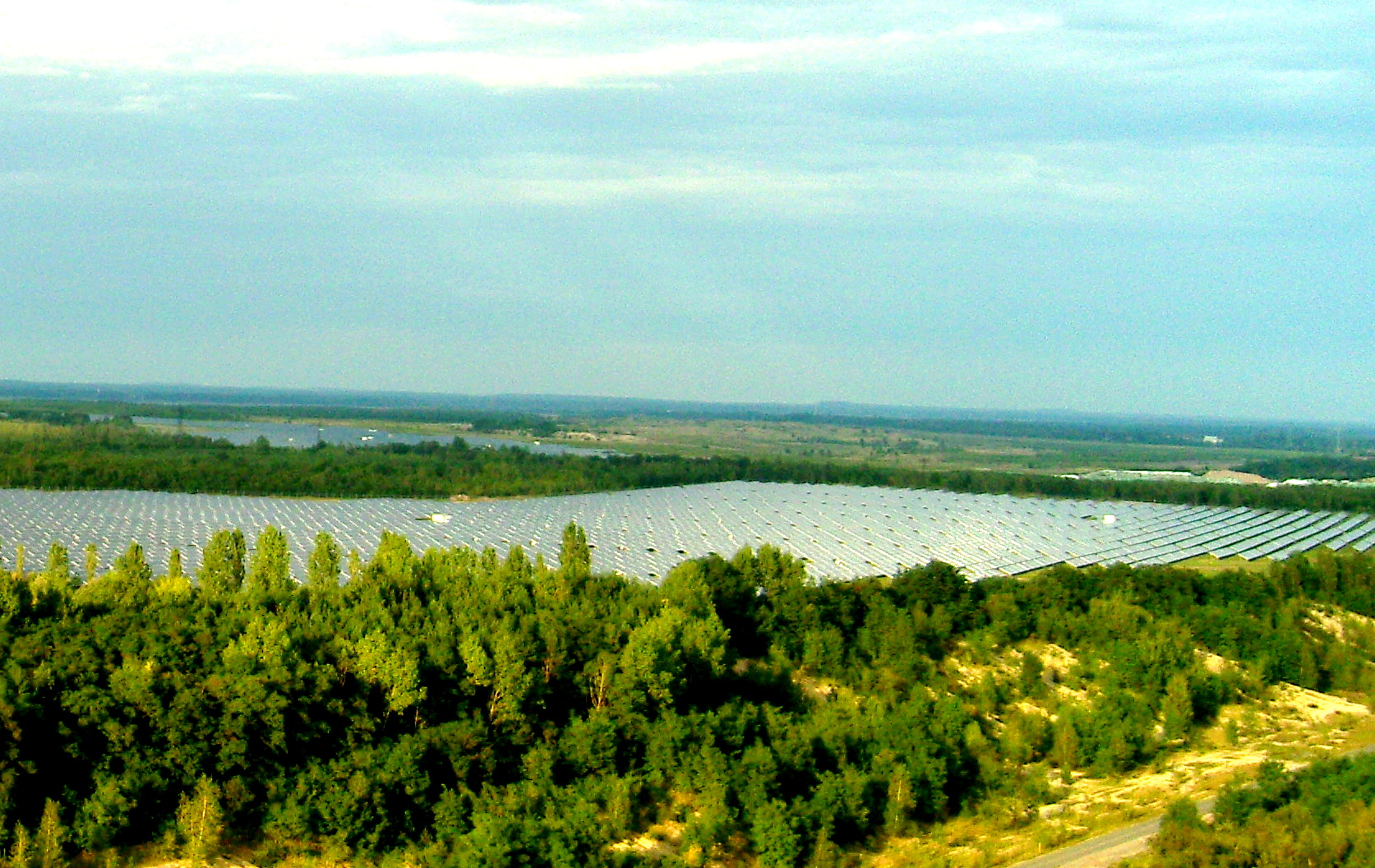
一座位於德國森夫滕貝格的太陽能發電廠。此發電廠建於廢棄的露天礦場之上。

太陽能發電比燃燒化石燃料發電更為清潔，因此用其取代化石燃料對環境有益。太陽能在運作過程中不會產生任何有害排放，但太陽能面板於生產時會產生一定程度的污染。 於2021年發表的一項研究報告估計美國製造單晶矽面板的碳足跡為515克二氧化碳/千瓦峰值發電容量 ，中國的為740二氧化碳/千瓦峰值發電容量，但於製造商使用更多清潔電力和回收材料，此一數字預計將會下降。截至2022年，太陽能發電會為環境產生前期成本（需要經過數年才能回收），但可在其剩餘的30年使用壽命中提供清潔能源。
太陽能發電廠的能源生命週期中溫室氣體排放量有50克/千瓦時，但如採用電池儲存電能時，排放量會高達150克/千瓦時。相較之下，沒採用碳捕集與封存措施的複循環燃氣發電廠的排放量約為500克/千瓦時，燃煤發電廠的排放量約為1,000克/千瓦時。太陽能發電的總生命週期排放主要來自興建時期，轉向太陽能發電將進一步減少碳排放。
太陽能發電的生命週期表面功率密度變化很大，但平均約為7瓦/平方米，核電約為240瓦/平方米，天然氣發電約為240瓦/平方米。然而為開採天然氣和加工所需的土地被計入天然氣發電時，估計其功率密度並不比太陽能高多少。光電發電需要更多的陸地面積才能產生足夠的能量。根據一項於2021年發表的研究報告，歐盟到2050年要從本國境內的太陽能發電廠獲得所需的25%至80%的電力，需要太陽能面板覆蓋0.5%至2.8%的土地，於印度需覆蓋0.3%至1.4%的土地，及於日本和韓國需覆蓋1.2%至5.2%的土地。佔用如此大面積的光電發電廠將會引起居民的反對，也會導致森林砍伐、去除植被和農地轉變的結果。然而有些國家，例如韓國和日本在面板之下種植作物，or floating solar,或於水面上建立浮式光電發電廠以為因應。預計風能與太陽能對全球生態的影響甚小。如果在建築物和其他建築區域安裝面板，可以將土地使用量減少到與燃氣發電相似的水平。
生產太陽能板會使用對環境有害的材料，但通常用量很少。截至2022年，開採鈣鈦礦對環境的影響很難估計，但有人擔心使用的鉛可能會成為一個問題。國際能源署於2021年發表的一項研究報告，預計到2040年的銅需求將增加一倍。該研究警告說銅的供應需要迅速增加，以滿足大規模部署太陽能面板和電網升級的需求。可能還需要更多的碲和銦，透過回收方式將有助於取得。
由於有時舊式太陽能面板會被更換為更有效率的新面板，拆下的二手面板可運往開發中國家（例如非洲）重複使用。有些國家對太陽能面板回收已制定具體規定。雖然太陽能發電設備較其他能源的維護成本低很多，一些學者仍呼籲將太陽能發電系統設計得更易於修復。
太陽能發電中有很小部分是聚光太陽能熱發電。這種發電方式會比燃氣發電消耗更多的水，而成為一須列入考慮的因素。此種發電方式需要強烈的陽光，因此通常會建在沙漠之中。

### 引述作品
- International Energy Agency. . 2020. ISBN 978-92-64-44923-7. （原始内容存档于2021-08-22）.

## 外部連結
- Who's Afraid Of Nuclear Power? （页面存档备份，存于） – ABC Australia – 4 Corners – International Nuclear Energy Policy Histories, Trends & Debates